# Ritratto di Achille Emperaire
Il Ritratto di Achille Emperaire (Portrait d'Achille Emperaire) è un dipinto a olio su tela (200x120 cm) realizzato tra il 1867 ed il 1868  dal pittore Paul Cézanne. È conservato nel Museo d'Orsay di Parigi.
Achille Emperaire era un pittore, amico di Cézanne, affetto da nanismo.

## Descrizione
Achille Emperaire è rappresentato in uno stile che mette in risalto il lato malaticcio del soggetto, seduto su una sedia dallo schienale alto e coperta da una copertura fiorita che la fa sembrare un trono, visto di faccia, con un abito domestico e con i piedi poggiati su uno scaldapiedi. L'iscrizione in alto, che recita ACHILLE EMPERAIRE PEINTRE ("Achille Emperaire pittore") richiama il ritratto di Napoleone I sul trono imperiale realizzato da Dominique Ingres agli inizi del secolo, giocando anche sulla somiglianza del termine empereur ("imperatore" in francese) con Emperaire.